# Antonio Domenico Triva
Antonio Domenico Triva (Reggio nell'Emilia, 4 agosto 1626 – Monaco di Baviera, 18 agosto 1699) è stato un pittore e incisore italiano.
Triva è stato una figura rilevante all'interno dell'arte veneziana nel XVII secolo e la sua pittura riprende una base tipicamente barocca. La sua attività comprende principalmente tele, ornamento per le residenze e le chiese della Baviera, ma anche una serie di incisioni ad acquaforte, ancora poco note.

## Gli anni in Italia (1626 – 1669)
Antonio Domenico Triva nasce a Reggio Emilia il 4 agosto 1626, ed è il primogenito di Francesco e Barbara Zanichelli. Durante la sua formazione iniziale il suo vero e primo maestro fu suo padre, Francesco Triva, pittore di talento. Suo figlio Antonio, poco più che quindicenne, entrò subito a far parte della cultura veneziana, pure se originario di Reggio (possiamo notare da alcuni documenti che, al di fuori della città di Venezia veniva chiamato il “Veneziano” o “Viniciano”). Durante il soggiorno veneto la sua arte, ancora in fase iniziale, si basava su uno stile classico e accademico e nonostante la sua presenza a Venezia non sembrava però voler emergere rispetto ad altri pittori di talento. Si spostò quindi in Emilia, dove le uniche opere riguardanti la sua attività, documentate e dipinte su tela per la chiesa santuario di S. Maria di Campagna a Piacenza, sono il Mosè salvato dalle acque (1648) ed Ester davanti ad Assuero (1648-1649). Inoltre, sempre durante il soggiorno a Piacenza, troviamo l'incisione ad acquaforte sul frontespizio dell'opera di Pietro Maria Campi intitolata Dell'Historia Ecclesiastica di Piacenza (1651-1652), la quale testimonia come il Triva fosse apprezzato in Emilia.

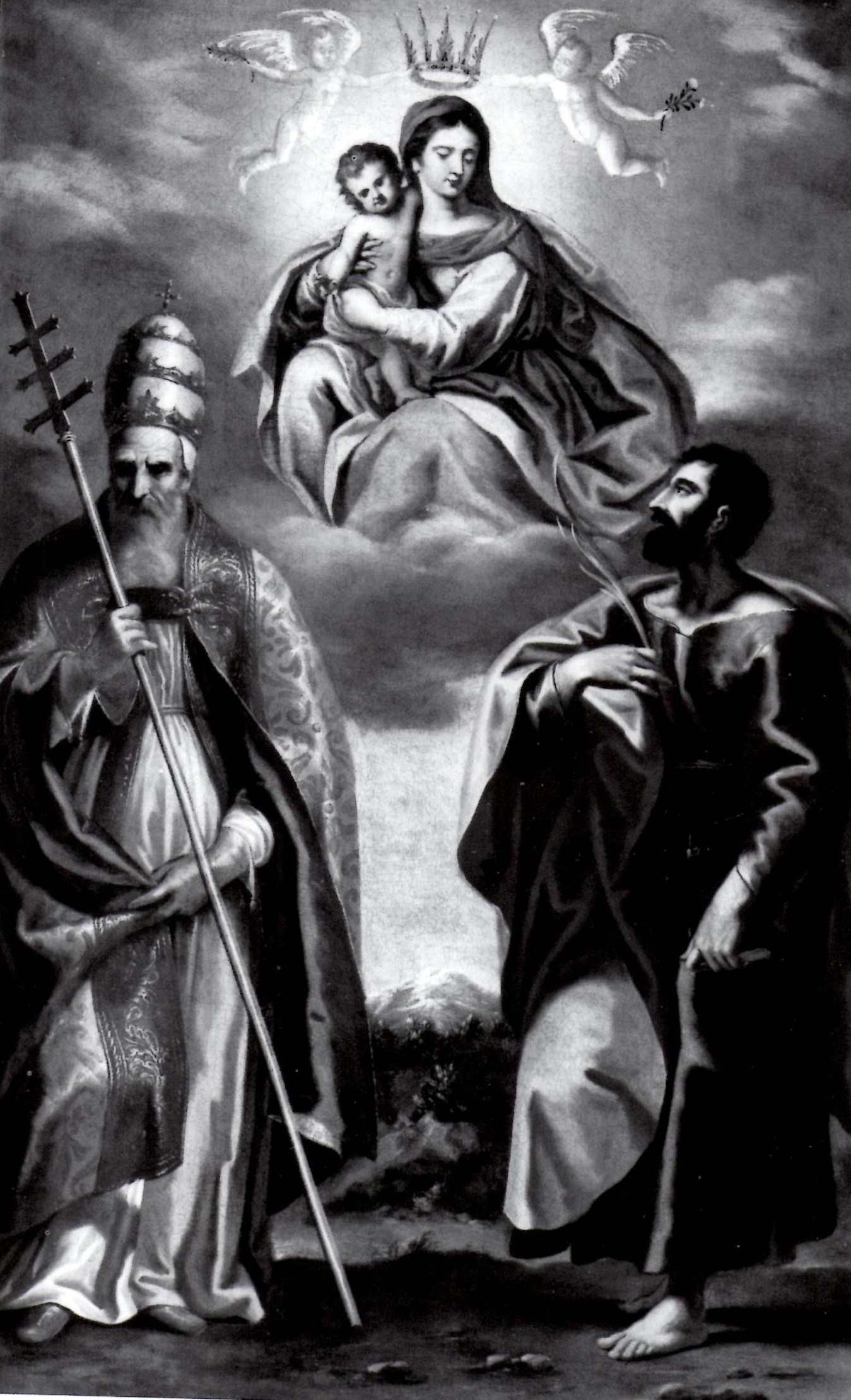
La madonna della neve e i Ss. Silvestro e Fermo, olio su tela, 200 x 130 cm, 1665, Chiesa parrocchiale di S. Maria ad Nives,Arina di Lamon, Belluno

Dopo la permanenza emiliana, Triva si rispostò nel Veneto con importanti opere soprattutto a Padova e Venezia. Negli anni 1657-1658 Triva venne chiamato ad eseguire due opere per un ciclo di tele celebrative, all'interno della chiesa della Madonna del Soccorso a Rovigo, che coinvolse pittori come Maffei, Liberi e Zanchi. Le due opere in questione sono poste ai lati dell'altare: la prima raffigura la Vergine con il bambino, S. Rocco e un Provveditore alla sanità (1656-1657), e l'altra un Provveditore alla sanità in ginocchio davanti alla Madonna col bambino e S. Sebastiano. In entrambe le tele i vari elementi della composizione creano un'atmosfera particolare e la pittura si adegua perfettamente al ciclo. Altre tele dell'esperienza a Rovigo sono il Martirio di S. Aurelio (1686), L'incoronazione di spine, il Trasporto della Croce e la Crocifissione.
Dopo questo breve soggiorno, Antonio Triva torna a lavorare a Venezia dove raffigura la Madonna col bambino con il ritratto di un guardiano (1659) per la Scuola della Carità, ed altri dipinti andati perduti .
Durante questo periodo il Boschini, grande stimatore del Triva, tratteggia un profilo molto chiaro del pittore emiliano nella Carta del Navegar pitoresco (1660) e pittore che per dipingere usa la cosiddetta “mano del cuore”:
« […] Triva, che in tre maniere va a ligando
L'Arte con la Natura sì pulito,
con invenzion, dessegno e colorito,
che ‘l sa stupir ognun, de quando in quando .[...]
“[…]No ghe xe Cavalier in sta Cità
Che no ambissa di aver de sto sugeto
Qualche bel quadro, per so gran divieto;
E ‘l tien per esquisita rarità.[…]”
In seguito Triva lavora anche a Torino e Brescia e al periodo torinese appartengono, in particolare, le pale d'altare della Sacra Famiglia e dell' Immacolata Concezione (1665). Per quanto riguarda l'attività bresciana, essa viene segnata da opere particolarmente riuscite come la pala per la sagrestia del santuario di S. Maria delle Grazie, dove è rappresentata la Natività della Vergine (1665 – 1669).
L'ultima opera eseguita prima della partenza per la Baviera potrebbe essere quella conservata nel Museo Civico di Padova, S. Veneranda (1667 – 1669), la cui narrazione può essere riassunta come efficace e dinamica e con tinte molto accese. Essa possiede molte affinità con alcune opere bavaresi come, ad esempio, la pala di S. Orsola a Landshut.

## Opere (parziali) del periodo italiano (1648 – 1649)
- 1648
  - Mosè salvato dalle acque, chiesa santuario S. Maria di Campagna, Piacenza
  - Ester e Assuero, santuario S. Maria di Campagna, Piacenza
  - Il sogno di Giacobbe, santuario S. Maria di Campagna, Piacenza
  - Mosè nel roveto, santuario S. Maria di Campagna, Piacenza
- 1650
  - Apelle e Campaspe, Bologna, collezione privata
  - Carità Romana, Museo civico, Padova
  - S. Caterina, collezione privata, Roma
  - S. Apollonia, collezione privata, Roma
- 1656
  - Girolamo Pallantieri, Castelbolognese, Municipio
  - La Madonna tra i Ss. Silvestro e Fermo, chiesa parrocchiale di S. Maria ad Nives, Arina di Lamon. Belluno
  - Il provveditore alla Sanità Andrea Molin davanti alla Vergine col Bambino e San Rocco, chiesa della Beata Vergine del Soccorso (detta "La Rotonda"), Rovigo
  - Il provveditore Minotto davanti alla Vergine col Bambino e S. Sebastiano, chiesa della Beata Vergine del Soccorso (detta "La Rotonda"), Rovigo
  - Fulvio Franco, Vicenza, collezione privata
- 1658
  - S. Agostino vescovo, basilica di S. Maria della Salute, Venezia
  - S. Ambrogio vescovo, basilica di S. Maria della Salute, Venezia
  - S. Gerolamo vescovo, basilica di S. Maria della Salute, Venezia
  - San Gregorio Magno, basilica di S. Maria della Salute, Venezia
  - San Marco, basilica di S. Maria della Salute, Venezia
  - S. Luca, basilica di S. Maria della Salute, Venezia
  - S. Giovanni Evangelista, basilica di S. Maria della Salute, Venezia
  - San Matteo, basilica di S. Maria della Salute, Venezia
  - La Natività di Maria, chiesa di Sant'Andrea Apostolo Venegazzù di Volpago del Montello provincia di Treviso
- 1660
  - Annunciazione, Oratorio dell'Annunciata, Venezia
  - Betsabea al bagno, collezione Credem, Reggio Emilia
  - Giovane donna con colomba, Musei civici, Reggio Emilia
  - Donna che spreme il latte dai seni, Musèe des Beaux-Arts, Francia
  - Donna che spreme il latte dal seno, collezione privata, Firenze
  - Allegoria femminile, Palazzo Rettorale, Dubrovnik, Croazia
  - Ero e Leandro, Musée des Beaux – Arts, Lons-le-Saunier, Francia
  - Coppia di amanti, collezione privata
  - Mosè salvato dalle acque, collezione privata
  - S. Antonio da Padova, chiesa parrocchiale dei SS. Giorgio ed Eufemia, Rovigno Croazia
  - S. Giovanni Battista, Rovigno, Croazia
  - Osvaldo Re di Northumbria, Rovigno, Croazia
- 1665
  - Sacra Famiglia, Lanslebourg, Mont – Cénis Chapelle, Francia
  - Natività della Vergine, Basilica di S. Maria delle Grazie, Brescia
- 1667
  - Santa Veneranda impetra la liberazione di un'anima dal purgatorio, Museo civico, Padova

## Gli anni in Baviera (1669 – 1699)

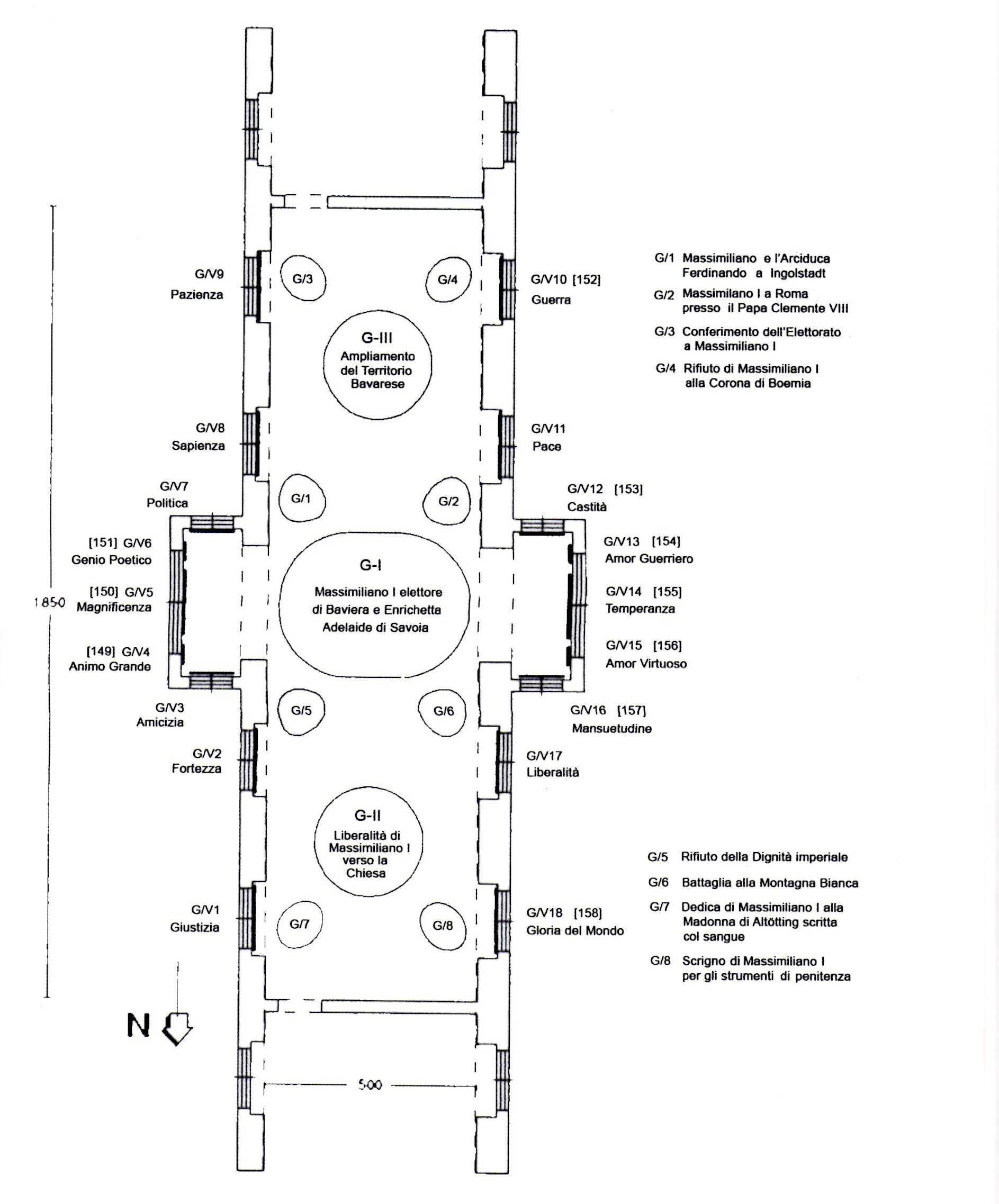
La decorazione originaria della Galleria, Residenza di Monaco.

Nell'anno 1669 io Antonio Triva humiliss[i]mo et Osequiosiss[i]mo Servitore dell'Altezze Serenissime Elettorali Vostre hebbi l'honore d'esser chiamato a quest'Elettoral Servitio per dipingere, fui a quest'effetto richiesto, che ricognitione pretendevo, al che risposi, che in Venezia mia Patria, era il mio sivanzo annualmente di doi milla ducati di quella monetta, et che in ciò la rimettevo nella bontà di Vostre Altezze Elettorali; fu risposto a questa mia proposta con la rimessa del denaro per il viaggio, et che dovessi io qui portarmi senza ricercar altro, che di ciò il sig[no]r Gisberti ne può sempre atestare, mentre dal mede[si]mo n'hebbi l'ordine. 
Da questa lettera si deduce che il Triva conosceva il segretario e poeta di corte Domenico Gisberti e quanto proprio Gisberti sembra aver influito almeno in parte sulla decisione del Triva di trasferirsi in Baviera.
Questo documento testimonia l'inizio dell'attività del cosiddetto “pittore di corte”, come era stato proclamato al suo arrivo a Monaco di Baviera nel 1669. Con questa importante assunzione si aprì il secondo e lungo periodo della sua carriera, anche se non vi sono modifiche essenziali per quanto riguarda la pittura.
Nella seconda metà del Seicento la situazione europea, ed in particolare a Monaco, fu segnata da un profondo desiderio di rinnovamento artistico e culturale.
Dopo la frammentazione della Germania alla fine della guerra dei Trent'anni, la necessità principale era quella di ricostruire la città e proprio questo bisogno attirò al Nord molti artisti, per la maggior parte provenienti dall'Italia settentrionale. Artisti come scultori, pittori, architetti e muratori, tutti aggiornati sulle nuove mode e i nuovi stili che si stavano diffondendo nella cultura europea.
In Baviera era molto apprezzata anche la pittura italiana e il Triva con la sua pittura divenne un buon mezzo di conoscenza per l'attività culturale veneziana all'interno del Paese.
L'operato di Triva proseguì fino al 1699, mentre il periodo 1669 – 1675 è dotato di una documentazione più ampia e minuziosa. Attraverso i vari contratti, il Triva entrò a far parte dell'ambiente di corte e venne infatti definito dal Boschini come
“il virtuoso pittore molto ben venduto e trattato.”
Molte opere andarono perdute in seguito alla ristrutturazione della Residenza nel 1827, mentre le altre pervenute testimoniano varie attività operate dal Triva durante gli anni Bavaresi. Partendo dalla decorazione di tre ambienti dell'appartamento di Enrichetta Adelaide, nella residenza di Monaco:
La Galleria (1669 – 1673) con il ciclo pittorico composto da 25 tele, le quali rappresentano le virtù morali e politiche del principe Massimiliano I e simboleggiano la rinascita della Baviera e della corte. Posto sul soffitto della Galleria, questo ciclo pittorico viene definito come l'opera più impegnativa del pittore all'interno della Residenza.
Altra parte decorata dal Triva fu il Gabinetto della carità (1670 – 1672), per cui realizzò 48 quadri allegorici di varie dimensioni, di cui 37 vengono oggi conservati al Bayerisches Nationalmuseum di Monaco. In essi vengono simboleggiate allegorie (La carità, Cimone e Pero e Enea ed Anchise) che testimoniano l'amore tra genitori e figli.
Infine abbiamo la decorazione più tarda, quella della Camera dell'Alcova (1673 – 1674), la quale è simbolo dell'unione tra la Casa di Savoia e quella di Baviera.
Nel marzo 1674 il pittore esegue poi alcune tele per il Castello di Nymphenburg (il Tempio di Venere, Zete e Calais che mettono in fuga le Arpie, Bellerofonte a cavallo che sconfigge la Chimera).
A causa di controversie con l'amministrazione di corte, per Antonio Triva si aprì poi un periodo di declino sia professionale che familiare. Poco prima della morte della moglie e del figlio, il pittore venne chiamato nuovamente a corte (dove lavorò fino al 1687) per omaggiare la defunta Enrichetta Adelaide di Savoia, ed è in quello stesso periodo che gli artisti e gli uomini di cultura italiani alla Corte di Baviera subirono una precarietà nel loro servizio. Al Triva non vennero commissionati particolari lavori e le uniche opere risalenti a quegli anni possono essere rilevate in decorazioni per pale d'altare, visibili in alcune chiese della Baviera (la più importante è sicuramente quella raffigurante la Glorificazione della Vergine (1679 – 1680), per la chiesa di Landsberg am Lech).
Nel 1693 la situazione sembra però precipitare con il rifiuto da parte del “Consiglio Segreto” di concedere il ritorno in patria ad un Triva ormai malato, in cerca di denaro per sopravvivere, e al suo figlioletto. Tre anni dopo la paralisi alla mano lo bloccò completamente ed egli si trasferì in un piccolo villaggio alle porte di Monaco dove, il 18 agosto 1699, si spense.
A ricordare i meriti di Antonio Triva, “pittore della corte di Baviera” fu, nell'Ottocento, il pittore Bavarese Ferdinand Piloty con un ritratto ripreso proprio da un autoritratto perduto dello stesso Triva.

### Decorazioni pittoriche per la residenza a Monaco di Baviera

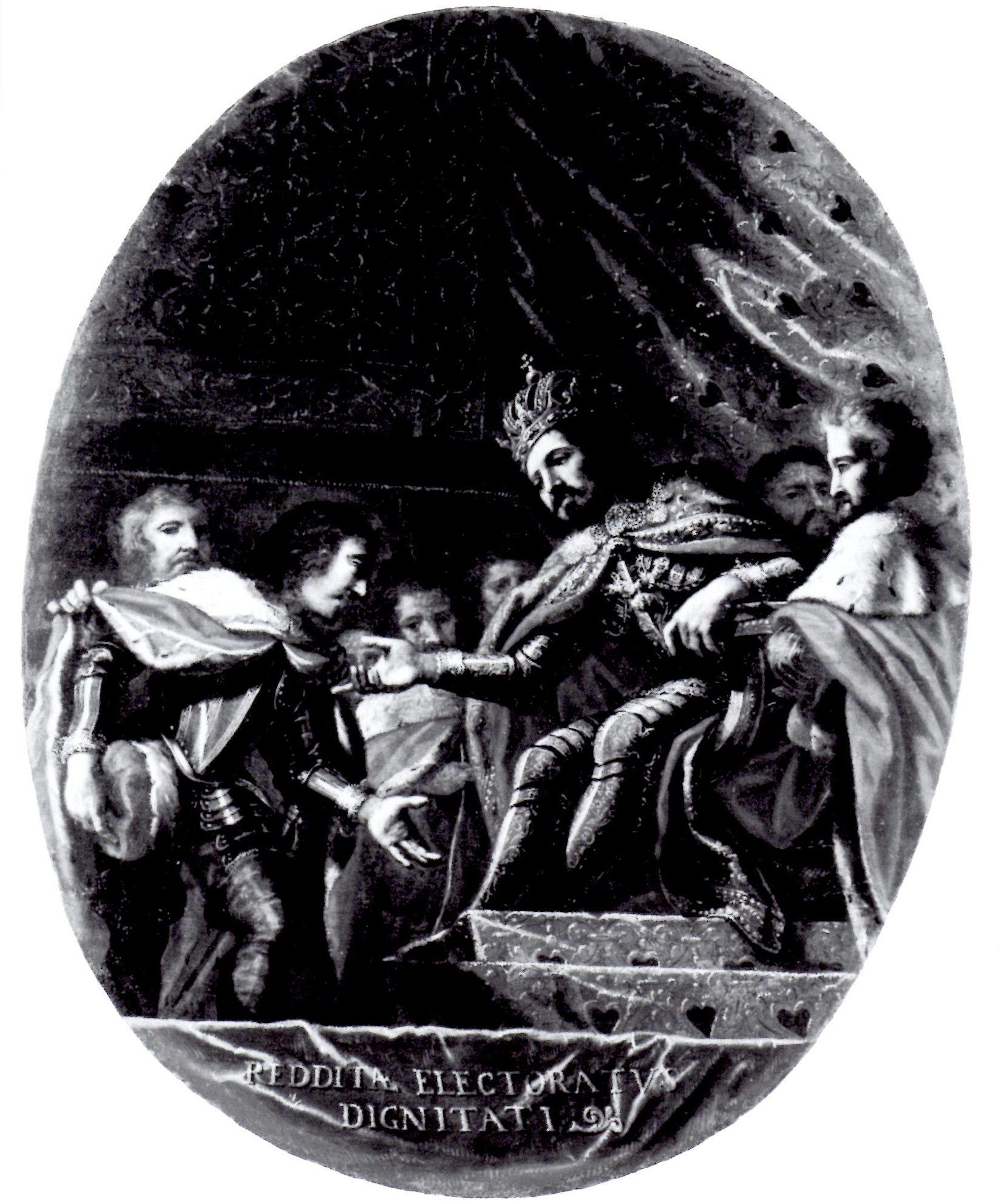
Conferimento dell'Elettorato a Massimiliano I, olio su tela, 120 x 95, 3 cm, 1671, BNM, Monaco

Qualche anno prima dell'arrivo del Triva a Monaco, Ranuccio Pallavicino aveva già scritto una guida molto dettagliata riguardante la Residenza. Proprio dai dettagli presenti all'interno della guida, dalle descrizioni della struttura e dalle decorazioni pittoriche, si nota come il Pallavicino avesse già a disposizione i disegni allegorici, completati poi qualche anno dopo dalla pittura del Triva. In particolare il pittore si concentrò, come già accennato, su tre ambienti della casa:
la decorazione pittorica della Galleria, tra il 1669 e il 1672, una sala rettangolare caratterizzata da un'architettura ancora rinascimentale, ed andata distrutta nel 1827. Al suo interno vi erano opere dipinte dal Triva per il soffitto della Galleria (8 episodi riguardanti la vita di Massimiliano I come prestigioso principe regnante, due quadri allegorici a lui dedicati e un dipinto centrale, simbolo delle Case di Baviera e di Savoia).
Soffitto della Galleria
- - Massimiliano I di Wittelsbach e Enrichetta Adelaide di Savoia con le loro corti
  - Liberalità di Massimiliano verso la chiesa
  - Ampliamento del territorio bavarese
  - Massimiliano e l'arciduca Ferdinando a Ingolstadt
  - Massimiliano I a Roma presso il Papa Clemente VIII
  - Conferimento dell'Elettorato a Massimiliano I
  - Rifiuto di Massimiliano I alla corona di Boemia

Altre opere erano invece destinate alla decorazione parietale della Galleria (le 14 personificazioni delle virtù di Massimiliano I, di cui una parte di esse è presente nell'elenco seguente).

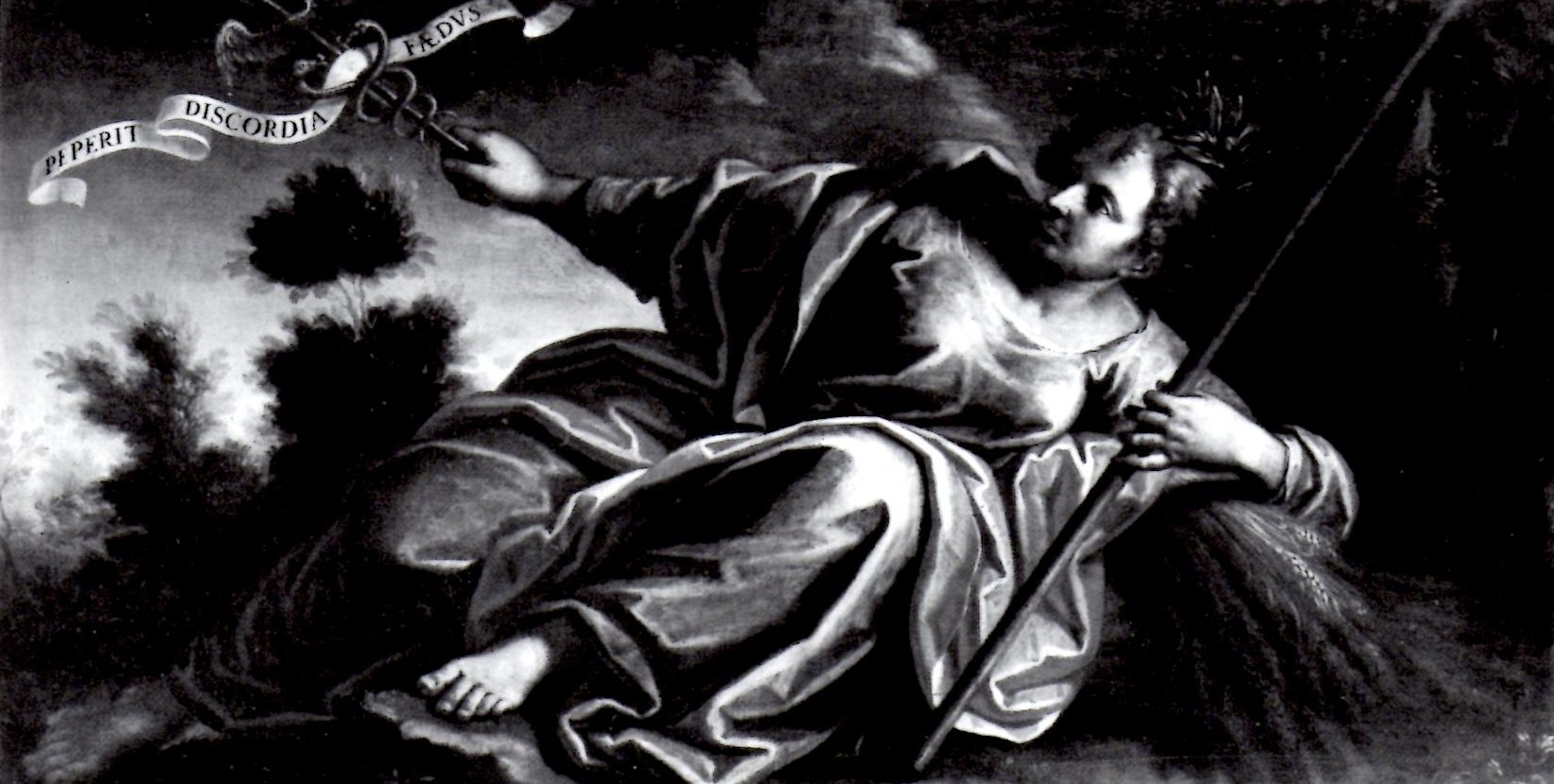
La Pace, olio su tela, 82 x 154 cm, 1670, Alte Pinakothek, Monaco

Decorazione parietale della Galleria
- - La Giustizia
  - La Fortezza
  - L'Amicizia
  - La Politica
  -  La Sapienza
  - La Pazienza
  - La Pace
  -  La Liberalità

Adiacente alla Galleria si trova l'altro ambiente decorato da Triva, il Gabinetto della carità (1670 – 1672). Questo locale, andato distrutto nel 1827, prese il nome dal decoro presente sul soffitto mentre 55 opere di forma ovale, raffiguranti allegorie, furono compiute dal Triva, con l'aiuto della sorella Flaminia, e poste sulle pareti del locale (nell'elenco seguente troviamo una parte di esse). Al loro interno sono visibili effetti luministici molto forti e colpi di colore particolarmente consistenti.
Il Gabinetto della Carità
- - L'Ingegno e L'Onore
  - La Prudenza e il Furore
  - La veglia del neonato
  - Il Corteggiamento
  - Il Merito e la Fortezza
  - Il Capriccio e la Libertà
  - La Fede nuziale
  - L'Umanità
  - La Purezza
  - L'Innocenza
  -  L'Età dell'oro
  - La Maestà
  - La Costanza
  - L'Impassibilità
  - La Clemenza
  - La Grandezza
  - La Provvidenza
  - La Puerizia
  - La Ragione
  - La Gagliardia
  - L'Umiltà

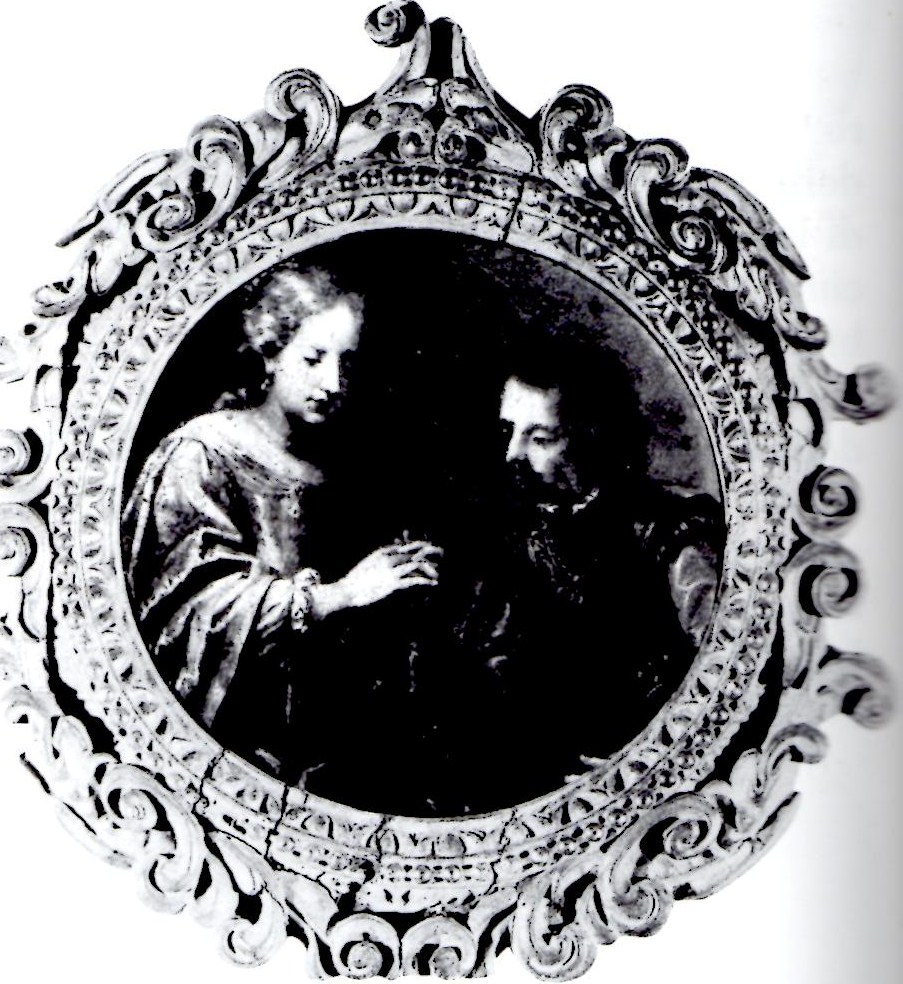
La Fede nuziale, olio su tela, 38 cm, BNM, Monaco

  - La Fede e l'Anima ragionevole e beata
  - La Fortuna
  - L'Eternità
  - L'Infanzia
  - La Speranza
  - Viso di donna anziana
  - La Divinità
  - Il Dubbio
  - La Sapienza
  - La Felicità eterna
  - La Resurrezione
  - Il Destino
  - La Benignità
  - La Bontà
  - L'Obbedienza
  - Amorino

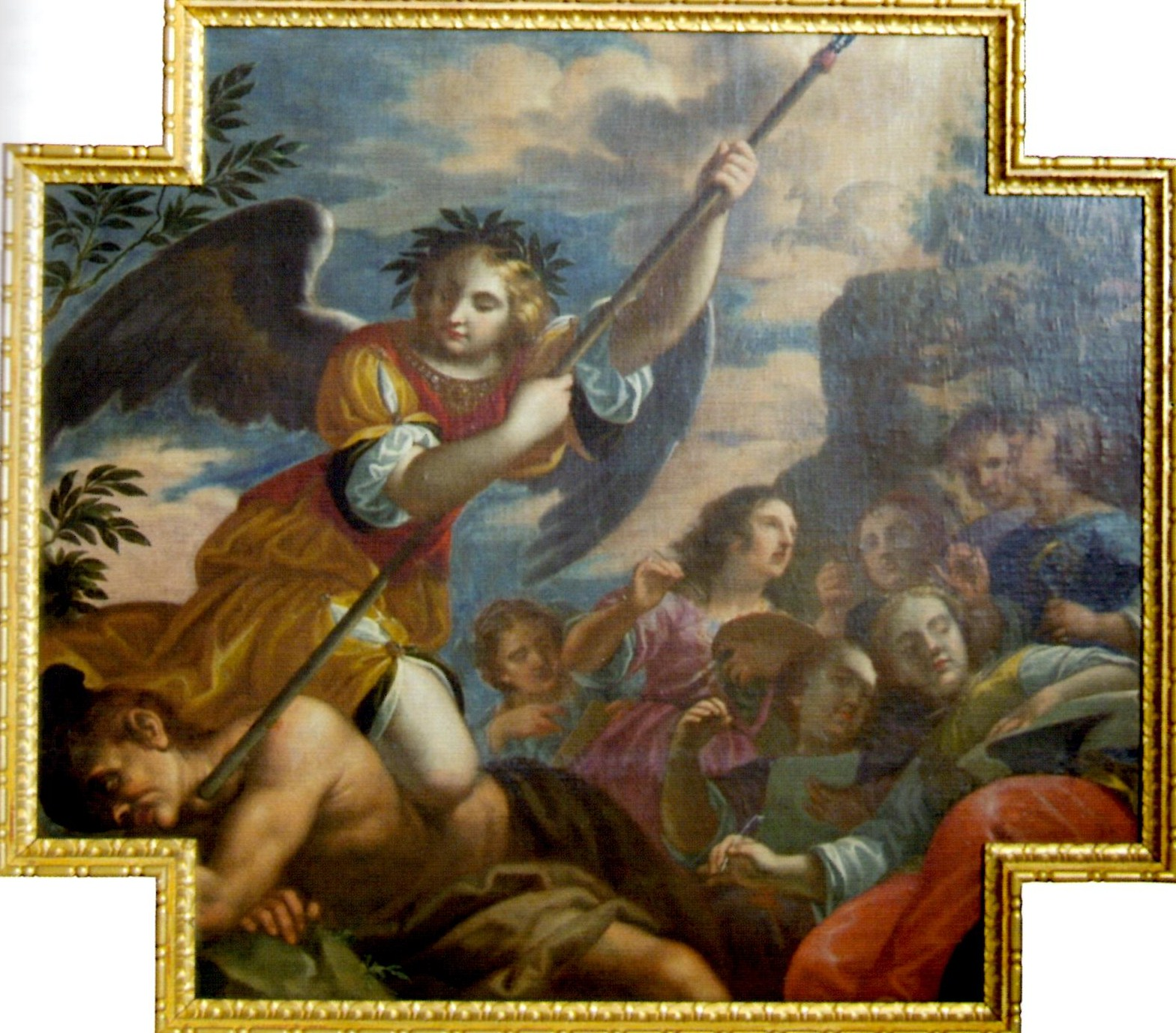
Il Trionfo della Virtù sul Vizio, olio su tela, 150 x 122 cm, 1674 Residenza, Monaco

Altro, ed ultimo ambiente è la Camera dell'Alcova (1673 – 1674), stanza simile a quella eseguita a Torino da Carlo Morello, anche se di dimensioni più ridotte. Le cinque tele eseguite dal Triva e raffiguranti la serie delle virtù si inseriscono nella parte centrale del soffitto. Sono tutte composte con tinte molto brillanti e vengono oggi conservate nella cosiddetta “stanza verde”.
La Camera dell'Alcova
- - Connubio delle Case di Baviera e Savoia
  - La Prudenza
  - Il Trionfo della Virtù sul Vizio
  - L'Amicizia
  - La Costanza

## Le pitture per il castello di Nymphenburg a Monaco di Baviera
Il castello di Nymphenburg, ovvero la villa suburbana voluta da Enrichetta Adelaide tra il 1664 – 1675 per la nascita del figlio Max Emanuel, contiene oggi numerose opere eseguite dal Triva, in particolare i dipinti dell’Aretusa e le pitture angolari che completano la decorazione dei soffitti (Ninfe e putti con decorazioni floreali).
Entrambe sono datate 1673 e ad esse si aggiunge l'opera il Tempio di Venere, con la quale viene espressa tutta la maturità del Triva nella descrizione delle figure e nei vari contrasti di colore.

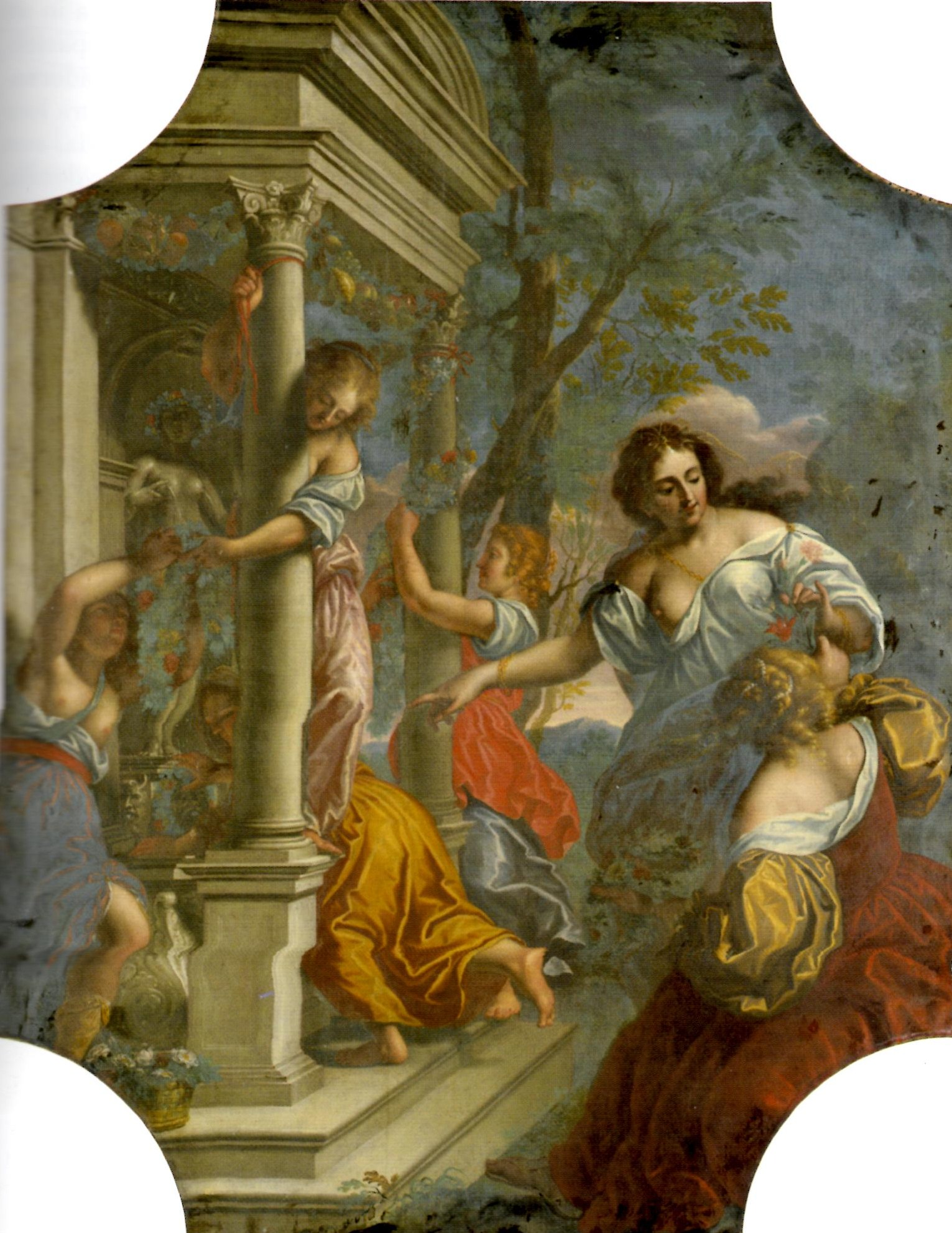
Tempio di Venere, olio su tela, 202 x 257 cm, 1674, Alte Pinakothek, Monaco

### Aretusa (1673)
Essa è una delle opere più impegnative per il pittore. La composizione è notevole sia per l'impianto figurativo e il piano prospettico, sia perché il soggetto rientra nella tipologia femminile tipica delle opere del Triva. La ninfa Aretusa infatti siede sopra le nuvole nel cielo come una dea e viene posta in risalto soprattutto per le sue membra prosperose. Il tema del dipinto è quello del mito di Alfeo, il quale, preso dall'amore per la donna, riuscì a prendere le sembianze di un fiume e ad unire così le sue acque con quelle della fonte in cui la bellissima ninfa si era tramutata. Il tutto viene racchiuso poi dallo sfondo, in cui troviamo il gioco dei putti avvolti nelle loro intense e sfumate vesti rosate.

### Tempio di Venere (1674)
Tela raffigurante “Li sacrificii fontanali”, l'opera mostra tutta la maturità del Triva nel particolare femminile, nei contrasti e nella descrizione di atteggiamenti e vesti. Notiamo infatti quattro figure femminili (probabilmente delle ninfe) intente a decorare il piccolo tempio della statua di Venere con ghirlande di fiori freschi. Esse si muovono con grazia e mostrano seni e forme prosperose, protette nei loro abiti abbondanti di pieghe. Nota insolita è l'architettura, inserita come scorcio, la quale rivela la riluttanza del Triva nell'affrontare le grandi prospettive spaziali.

## Le pale d'altare in Baviera

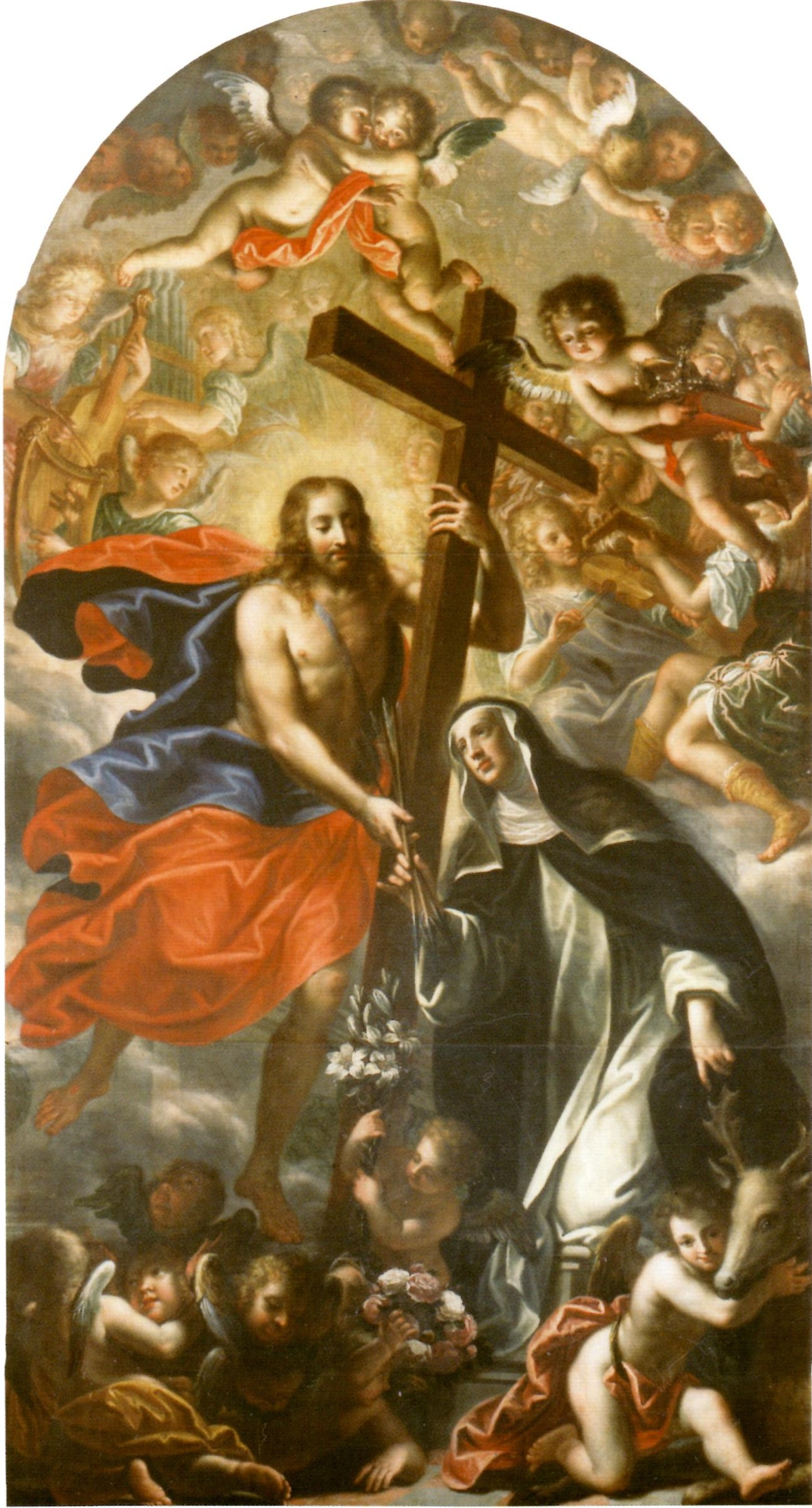
La Beata Margherita di Savoia, olio su tela, 375 x 200 cm, 1676, Chiesa dei Teatini, Monaco

### La beata Margherita di Savoia (1676)
All'interno di questa pala d'altare bavarese (visibile nella chiesa dei Teatini a Monaco) viene raffigurata la Beata Margherita di Savoia, con le frecce da lei richieste al Salvatore durante una visione miracolosa. La composizione pittorica è piuttosto scura ma con un certo equilibrio nei colori raffiguranti la figura in nero, il bianco delle vesti della Beata e il rosso e l'azzurro delle vesti di Cristo. Vi è inoltre un movimento impetuoso provocato dai vari angeli che affollano la maggior parte dello spazio del dipinto.

### Glorificazione della Vergine sulla terra e in cielo (1679 – 1680)
La pala è interessante soprattutto per la tematica, visto che troviamo la Vergine col figlio in braccio, posta in una posizione di prestigio e circondata da un coro di angeli. La sovrastano la colomba dello Spirito Santo e il Padreterno mentre nella parte inferiore sono illustrati i popoli della terra che le rendono gloria (i personaggi rappresentano l'Europa, l'Asia, l'Africa e l'America). La composizione ha perso la maggior parte dell'effetto cromatico a causa di ripetuti restauri, ma interessante è il senso di grandezza e profondità spirituale che esprime. La Madonna, con indosso i colori della Trinità, viene posta come forte simbolo di umanità e Madre dei popoli che le sono devoti.

### S. Vito in gloria (1679 – 1680)
La pala d'altare fu eseguita dal Triva insieme al quadro della Glorificazione della Vergine, inizialmente non accettata dalla committenza. All'interno troviamo elementi tipici del repertorio del Triva, ovvero la posizione frontale del giovane santo e il movimento degli angeli, con il risultato di un'opera coerente e scontata.

### Storia di Sant'Orsola (1681)
Una pala d'altare pregiata e dedicata a S. Orsola. Il tema ripropone l'episodio della vergine, colpita al petto da una freccia lanciata dal Capo degli Unni (furioso dopo il rifiuto della donna al matrimonio) e portata poi verso il cielo da un gruppo di angeli. Lo sterminio provocato dagli Unni viene ripreso anche nella parte bassa della tela, insieme alle vele delle navi di S. Orsola in arrivo a Colonia e le torri della città. Nella parte alta, sopra le nubi, troviamo infine immagini di pace, ovvero Maria col Bambino, San Giuseppe e la Colomba dello Spirito Santo. Le figure all'interno del dipinto formano un movimento a spirale ed i colori sono carichi di luce ma privi di trasparenze. I toni bassi tipici del Triva, come il cielo coperto dalle nubi dense di chiaroscuri, sembrano comunicare all'osservatore il senso di inquietudine legato ai tragici fatti rappresentati.

## Incisioni e disegni

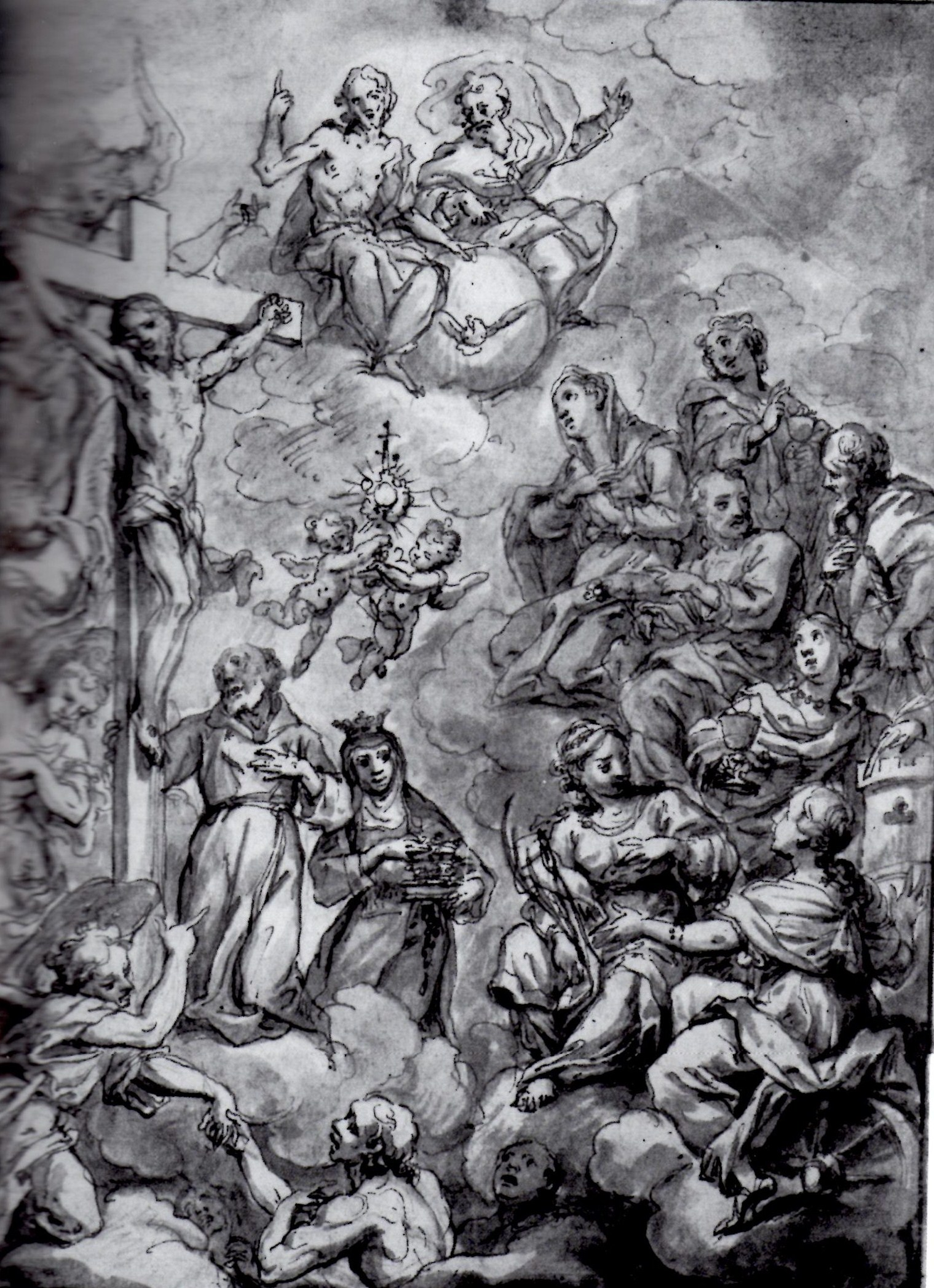
I Sette Rifugi santi (Die sieben Zufluchten), penna marrone, acquarellato marrone e grigio, 230 x 182 mm, Monaco

Tra i disegni preparatori arrivati fino ai nostri giorni, troviamo i tre bozzetti senza firma dell'artista conservati nella “Graphische Sammlung” di Monaco di Baviera, riconducibili al Triva per lo stile della composizione e per l'iconografia.
Si tratta delle raffigurazioni del culto dei Sette Rifugi santi (Die sieben heiligen Zufluchten), pala votiva da lui dipinta nel 1691 per la chiesa di Nostra Signora a Monaco, e andata poi perduta nel 1838.
Inoltre il culto del motivo iconografico, particolarmente ricercato dai pittori di quell'epoca, venne diffuso non soltanto con le raffigurazioni nei vari dipinti, ma anche attraverso la costruzione di cappelle e chiese e la circolazione di libri di preghiera.
Oltre alle grandi e importanti tele, opere pittoriche rilevanti e cicli decorativi, attività fondamentali nella carriera artistica del Triva,di grande importanza sono anche le incisioni ad acquaforte, un nuovo aspetto nella carriera del pittore.
Le incisioni ad acquaforte, opere in questo caso a carattere paesaggistico, sono una tecnica molto diversa rispetto alla normale attività del pittore. Non vengono riconosciute come le riproduzioni delle proprie tele pittoriche, ma come un'attività autonoma nella vita di Antonio Triva.
- - Frontespizio dell'opera di Pietro Maria Campi, Dell'Historia Ecclesiastica di Piacenza, Reggio Emilia
  - Frontespizio dell'edizione di Pietro Fr. Passerini, Schediasmata academica, Milano
  - Susanna e i vecchioni, Monaco
  - La Maddalena, Monaco
  - Riposo nella fuga in Egitto, Monaco
  - La Vergine col Bambino e S. Giovannino, Monaco
  - Baccanale di putti, Monaco
  - Allegoria filosofica, Monaco

Bartsch e Le Blanc, in particolare, attribuiscono al pittore anche sei incisioni di vedute di paesaggio della serie Vues d'Italie:
- - Artisti davanti a rovine
  - Paesaggio con pastore
  - Trasporto del malato
  - Paesaggio con cascata
  - Navi al porto
  - Marina in burrasca

## Opere di dubbia attribuzione
- - S. Margherita e i santi valentino e Osvaldo, Chiesa di S. Margherita, S. Margherita
  - S. Gregorio Magno, Chiesa dei santi Filippo e Giacomo, Vicenza
  - Giuditta con la testa di Oloferne, Museo Civico, Rovigo
  - Ritratto di dama, Museo Civico, Padova
  - Anna Maria Cajetana von Preysing, Eching (Moosburg)
  - Stemma della Casa dei Wittelsbach e angeli, Andechs
  - Battesimo di Cristo, Chiesa parrocchiale, Beyharting
  - San Sebastiano e putti, Chiesa parrocchiale, Beyharting
  - L'Immacolata Concezione, Chiesa parrocchiale, Beyharting
  - La Natività, Chiesa parrocchiale, Beyharting
  - La Resurrezione, Chiesa parrocchiale, Beyharting
  - L'immacolata, Chiesa conventuale dei Premonstratensi

### Opere disperse o perdute
- Periodo italiano
  - Martirio di S. Caterina, Palazzo Municipale, Brescia
  - Natività della Vergine, Archivio Municipale, Brescia
  - Cristo in Croce, Collezione privata del conte Faustino Lechi, Brescia
  - Allegoria della Gratitudine, Collezione privata del conte Faustino Lechi, Brescia
  -  Resurrezione di Lazzaro, Oratorio di S. Giovanni dei Colombini, Padova
  - S. Giorgio e Santi, Chiesa di S. Giorgio, Padova
  - Cristo, Oratorio dell'Orto, Piacenza
  - S. Bartolomeo davanti ai tiranni, Chiesa di S. Agostino, Rovigo
  - Conversione di S. Agostino, Chiesa di S. Agostino, Rovigo
  -  S. Guglielmo orante sorpreso da un Re con squadre armate, Chiesa di S. Agostino, Rovigo
  - Immacolata concezione, Chiesa di S. Cristina, Torino
  - Vita di San Pantalon, Chiesa di S. Pantalon, Venezia
  - Ritratto del prete Domenico Arrigoni, Chiesa di S. Pantalon, Venezia
  - Madonna col Bambino e ritratto di un guardiano, Scuola della Carità, Venezia
  - S. Antonio che bacia il piede a Gesù Bambino, Palazzo Ducale, Venezia
  - L'armonia cui il disegno mostra lo specchio, Venezia
  - Presentazione di Maria al tempio, Scuola dell'Annunciata, Venezia
  - S. Tommaso di Villanova, Chiesa di S. Stefano Venezia
  - Susanna, Collezione privata, Venezia
  - Re Candaule mostra la moglie nuda a Gige, Collezione privata, Venezia
- Opere per la Galleria nella Residenza di Monaco
  - Rifiuto della dignità imperiale
  - Battaglia alla montagna bianca
  - Dedica di Massimiliano I alla Madonna di Altötting
  - Scrigno di Massimiliano I per gli strumenti di penitenza
  - Raffigurazione di emblemi
- Opere per la Camera dell'Alcova nella Residenza di Monaco
  - Cristo porta croce e figure
  - S. Adelaide e personaggi
  - S. Maria Maddalena de' Pazzi
  - Madonna col Bambino